# Richard Stearns
Richard Edwin Stearns (nascut el 5 de juliol de 1936) és un informàtic destacat que, juntament amb Juris Hartmanis, va rebre el premi Turing de l'ACM de 1993 "en reconeixement del seu article pioner que va establir els fonaments del camp de la teoria de la complexitat computacional" (Hartmanis and Stearns, 1965). El 1994 fou nomenat Fellow de l'ACM.
Stearns va doctorar-se a Princeton el 1961. El seu director de tesi fou Harold W. Kuhn. Stearns és professor distingit emèrit d'Informàtica a la Universitat d'Albany, que forma part de la Universitat Estatal de Nova York.